# Gaston de Lévis-Mirepoix
Gaston Charles Pierre Louis de Lévis, vévoda de Mirepoix (Gaston Charles Pierre Louis de Lévis, duc de Mirepoix, comte de Terride, vicomte de Gimois) (2. prosince 1699 Belleville, Francie – 24. září 1757 Montpellier, Francie) byl francouzský šlechtic, vojevůdce a diplomat. Od mládí sloužil v armádě, bojoval v dynastických válkách první poloviny 18. století. Uplatnil se také v diplomacii, byl velvyslancem ve Vídni (1738–1739) a Londýně (1749–1755). V roce 1751 získal titul vévody a krátce před smrtí byl povýšen do hodnosti maršála Francie (1757).

## Životopis
Pocházel ze staré francouzské šlechtické rodiny připomínané od 11. století v Languedocu. Narodil se jako jediný syn Gastona Pierra Charlese de Lévis, markýze de Mirepoix (1670–1702) a jeho manželky Anne Gabrielle d'Ollivier (†1708), ovdovělé hraběnky de Saint-Ignon. V raném dětství ztratil oba rodiče a byl vychován vzdálenými příbuznými, po otci užíval titul markýze de Mirepoix. V roce 1715 vstoupil ke sboru královských mušketýrů a již v devatenácti letech dosáhl hodnosti plukovníka, v níž pobýval mimo jiné v pevnosti Besançon. Za války o polské dědictví byl jmenován plukovníkem námořní pěchoty, v roce 1734 dosáhl hodnosti brigádního generála a zúčastnil se bojů na Rýně. Po skončení války o polské dědictví a uzavření míru mezi Francií a císařem Karlem VI. bylo dohodnuto obnovení diplomatických styků. Markýz de Mirepoix byl jmenován velvyslancem ve Vídni a slavnostní vjezd do hlavního města habsburské monarchie absolvoval v průvodu 64 kočárů. V roce 1738 měl významný podíl na uzavření mírové smlouvy ve Vídni.Za tyto aktivity byl dekorován Řádem sv. Ducha (1739, osobně jej převzal až v roce 1741 ve Versailles).

### Války o rakouské dědictví

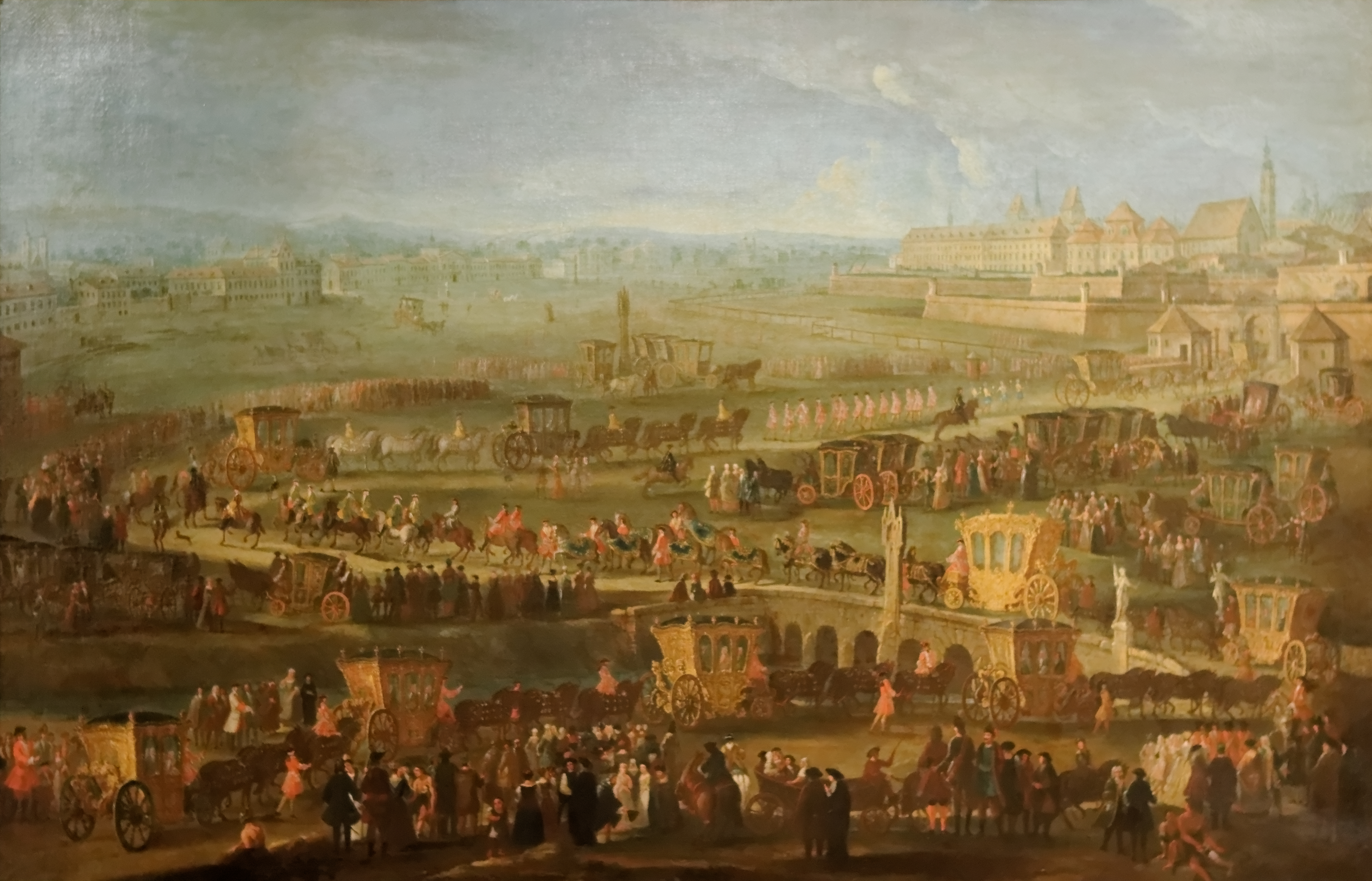
Slavnostní vjezd velvyslance markýze de Mirepoix do Vídně (1738), v pozadí Schwarzenberský palác

Po smrti Karla VI. odmítla Francie uznat nástupnická práva Marie Terezie a začaly války o rakouské dědictví. Markýz de Mirepoix již předtím v roce 1739 získal hodnost maréchal de camp (generálmajor) a zúčastnil se francouzské okupace Českého království. Se svým plukem pobýval krátce v Praze, při ústupu francouzské armády z Čech bojoval v bitvě u Zahájí, poté se snažil dobýt Hlubokou. Po odchodu z Čech byl převelen do Provence, pod velením španělského infanta Filipa a knížete de Conti se přesunul na bojiště v severní Itálii, kde se vyznamenal v několika bitvách a v roce 1744 dosáhl hodnosti generálporučíka. V další fázi války o rakouské dědictví se pod velením Mořice Saského zúčastnil tažení ve Flandrech, v roce 1747 bojoval ve vítězné bitvě u Lauffeldu. Po cášském míru a ukončení války o rakouské dědictví byl v roce 1749 jmenován velvyslancem v Londýně, kde pak strávil šest let (1749–1755). Velvyslancem ve Velké Británii byl jmenován k datu 1. ledna 1749, první oficiální audienci u krále Jiřího II. absolvoval až v červnu téhož roku. V roce 1751 získal titul vévody de Mirepoix a obdržel také několik čestných funkcí, mimo jiné byl zastupujícím guvernérem v Languedocu. V předvečer sedmileté války se neúspěšně snažil zmírnit napětí mezi Francií a Británií v amerických koloniích. Po ukončení diplomatické mise v Londýně a návratu do Francie obdržel čestnou hodnost kapitána královské gardy (1755), byl také nositelem Řádu sv. Ludvíka a Řádu sv. Michala. V únoru 1757 dosáhl nejvyšší možné armádní hodnosti maršála Francie, bojů sedmileté války se ale již nezúčastnil a zemřel ještě téhož roku.
Odkazem na osobnost vévody de Mirepoix je gastronomický termín mirepoix označující směs vařené zeleniny do polévek.

## Rodina

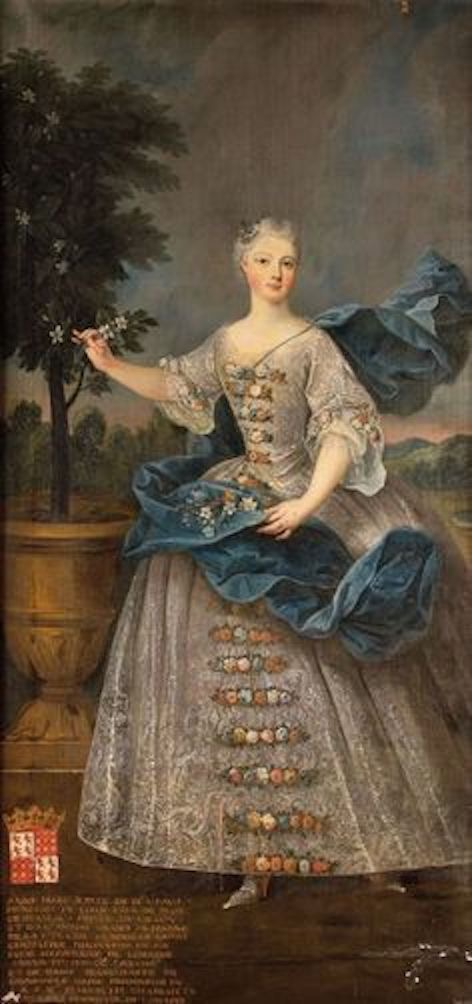
Anne Marguerite, vévodkyně de Mirepoix, rozená de Beauvau-Craon (1707–1792), druhá manželka vévody de Mirepoix

Vévoda de Mirepoix byl dvakrát ženatý. Jeho první manželkou se v roce 1733 stala Anne Gabrielle de Bernard de Rieux (1721–1736), která zemřela v patnácti letech při porodu (dcera předsedy pařížského parlamentu hraběte Gabriela de Bernard de Rieux). Podruhé se oženil v roce 1739 s princeznou Anne Marguerite de Beauvau-Craon (1707–1792), která byla dvorní dámou královny Marie Leszczyńské (1753). I jako vdova měla značný vliv u dvora a patřila k okruhu přátel milenek Ludvíka XV. markýzy de Pompadour a hraběnky du Barry. Byla známá pod jménem Maréchale-Duchesse de Mirepoix (v českých překladech uváděná jako maršálka de Mirepoix). Po vypuknutí velké francouzské revoluce emigrovala a zemřela v Bruselu.
Jeho vzdálený příbuzný (v pramenech nicméně označovaný jako synovec) François Gaston de Lévis (1720–1787) bojoval za sedmileté války v severní Americe, byl markýzem, později vévodou de Lévis a v roce 1787 obdržel hodnost maršála Francie.
Z prvního manželstvi své matky Anne Gabrielle, rozené d'Ollivier (†1708), měl vévoda Mirepoix několik nevlastních sourozenců z rodiny Saint-Ignon. Z nich bratři Charles Pierre (1685–1750) a François (1688–1745) vstoupili do služeb císařské armády a za válek o rakouské dědictví dosáhli generálských hodností.